# Zanthoxylum mollissimum
Zanthoxylum mollissimum es una especie de árbol perteneciente a la familia de las rutáceas.

## Descripción
Es un arbusto o pequeño árbol que alcanza un tamaño de  2-12 m de alto, tronco y ramas armados con acúleos. Las hojas en agrupaciones apicales, son imparipinnadas, de 18-35 cm de largo; raquis terete, con 9 a 15 folíolos, el ápice agudo a acuminado, el margen entero a undulado o crenado. Las inflorescencias en panículas terminales y subterminales de 4-15 cm de largo. Las semillas de 3.5-5 mm long.

## Distribución y hábitat
Es una especie poco común, se encuentra en los bosques secos, en la zona norcentral; a una altitud de 800-1100 metros, desde México (Guerrero) a Costa Rica.

## Taxonomía
Zanthoxylum mollissimum fue descrita por (Engl.) P.Wilson y publicado en Bulletin of the Torrey Botanical Club 37(2): 86, en el año 1910.
Sinonimia
- Fagara mollissima Engl. basónimo
- Zanthoxylum anodynum Ant.Molina
- Zanthoxylum dugandii Standl.
- Zanthoxylum ferrugineum Radlk.
- Zanthoxylum matudae Lundell[3]